# Samuel D. Jackson
Samuel Dillon Jackson, född 28 maj 1895 i Allen County, Indiana, död 8 mars 1951 i Fort Wayne, Indiana, var en amerikansk demokratisk politiker. Han representerade delstaten Indiana i USA:s senat från 28 januari till 13 november 1944.
Jackson gick i skola i Fort Wayne. Han avlade 1917 juristexamen vid Indiana University School of Law. Han deltog sedan i första världskriget i USA:s armé. Han var åklagare för Allen County 1924–1928.
Jackson kandiderade 1928 till USA:s representanthus. Han utmanade utan framgång sittande kongressledamoten David Hogg som representerade Indianas tolfte distrikt. Jackson var attorney general i Indiana 1940–1941.
Senator Frederick Van Nuys avled 1944 i ämbetet och Jackson blev utnämnd till senaten fram till fyllnadsvalet senare samma år. Jackson bestämde sig för att inte kandidera i fyllnadsvalet. I stället kandiderade han i guvernörsvalet i Indiana 1944. Han förlorade mot republikanen Ralph F. Gates.
Jacksons grav finns på Lindenwood Cemetery i Fort Wayne.